# 3893 DeLaeter
3893 DeLaeter eller 1980 FG12 är en asteroid i huvudbältet som upptäcktes den 20 mars 1980 av den brittiske astronomen Michael P. Candy vid Perth-observatoriet. Den är uppkallad efter John DeLaeter.
Asteroiden har en diameter på ungefär 12 kilometer.